# رين فيديمان
رين فيديمان (بالإستونية: Rain Veideman)‏ مواليد 1 أكتوبر 1991 في إستونيا، هو لاعب كرة سلة إستوني. بدأ مسيرته الاحترافية في سنة 2008. يلعب مع أماتوري أوديني في الدوري الإيطالي لكرة السلة الدرجة الثانية. يحمل الرقم 6. لعب مع راكفيره تارفاس وأماتوري أوديني.

## الإنجازات
- كأس إستونيا لكرة السلة: 2010، 2011، 2015، 2016

## روابط خارجية
- رين فيديمان على موقع الاتحاد الدولي لكرة السلة (الإنجليزية)
- رين فيديمان على موقع الدوري الأوروبي لكرة السلة (الإنجليزية)
- رين فيديمان على موقع كرة السلة الأوروبية.كوم (الإنجليزية)
- رين فيديمان على موقع ريلجم (الإنجليزية)
- رين فيديمان على موقع بروبوليرز (الإنجليزية)
- رين فيديمان على موقع سبورتس رفرنس (الإنجليزية)